# Jack Blackham
John McCarthy Blackham (* 11. Mai 1854 in Melbourne, Australien; † 28. Dezember 1932 in Melbourne, Australien) war ein australischer Cricketspieler, der zwischen 1877 und 1894 für die australische Nationalmannschaft spielte.

## Kindheit und Ausbildung
Mit 15 Jahren spielte Blackham Cricket für den Carlton Cricket Club. Schon sein Vater, ein Drucker, war als Cricketspieler aktiv, ebenso wie seine beiden Brüder. Mit 16 Jahren folgten erste Einsätze in der ersten Mannschaft. Nach der Schule wurde er Buchhalter bei der Colonial Bank of Australasia.

## Aktive Karriere
Blackham gab sein First-Class-Debüt für Victoria in der Saison 1874/75. Er war Teil des ersten Spiels zweier Auswahlmannschaften aus Australien und England, das nachträglich als Test Match klassifiziert wurde. Im März 1877 spielte er in den beiden Tests als Wicket-Keeper. Von da an war er ein konsistentes Mitglied des australischen Teams. So spielte er unter anderem in den einzelnen Tests in Australien 1878/79 und in England 1880. während der Tour 1880 verlor er einige Zähne als ihn Bälle im Gesicht trafen. Auch bei in der Tour 1881/82 in Australien und dem einzelnen Test im Sommer 1882 in England war er im Einsatz. Sein erstes Fifty folgte dann im zusätzlichen Test der Tour in 1882/83 in Sydney, als ihm 57 Runs im ersten Innings gelangen und er ein weiteres über 58* Runs im zweiten hinzufügte, womit er den Sieg sicherstellte. in der saison wurde er auch als Kapitän für Voctoria ernannt. Nach einer schwächeren Ashes Tour 1884 in England, konnte er im ersten Test der Tour im folgenden Winter in Australien abermals ein Fifty über 66 Runs erreichen. Im vierten Test übernahm er erstmals die Rolle als Kapitän für Australien. Von 1886 bis 1893 war er dann Teil des australischen Teams bei vier Touren in England (1886, 1888, 1890, 1893) und drei Touren in Australien gegen England (1886/87, 1887/88, 1891/92). Ab der Tour 1891/92 war er dann fester Kapitän des australischen Teams. In 1891 wurde er als einer der fünf Wisden Cricketers of the Year ausgezeichnet. Seinen letzten Test absolvierte er dann bei der Ashes Tour 1894/95 in Sydney. Hier konnte er dann mit 74 Runs ein weiteres Half-Century erreichen, wobei er zusammen mit Syd Gregory eine Partnerschaft für das neunte Wicket über 154 Runs erreichte. Ein Rekord der erst 1963 gebrochen wurde. Er verletzte sich bei dem Spiel am Daumen und fiel so verletzt für die weiteren Tests aus. Er versuchte noch ein Mal eine Rückkehr im nationalen Sheffield Shield einen monat später, aber als die Daumenverletzung wieder aufbrach gab er das Cricketspielen für Australien und Voctoria auf. Nach der Saison 1895/96 gab er auch das Spielen im Clubcricket in Melbourne auf.

## Nach der aktiven Karriere
Er besuchte weiterhin die Cricketspiele in Melbourne und seine Freunde sammelten für ihn, damit er Test-Matches in Sydney besuchen konnte. Ein Benefit-Match fand 1912 für ihn statt. Er verstarb im Dezember 1932 im Alter von 78 Jahren.